# L'Oratori (la Molsosa)
L'Oratori és una collada de 770,8 metres d'altitud del termes municipal de la Molsosa, a la comarca del Solsonès.
Es troba a la part central-septentrional del terme, a prop i al nord de Cal Jovert i Can Serra. Passa per aquest coll la carretera local de la Molsosa a Prades. És a l'est-nord-est del nucli principal de la Molsosa.